# San Damiano d'Asti
San Damiano d'Asti (San Damian d'Ast en piemontès) és un municipi situat al territori de la província d'Asti, a la regió del Piemont (Itàlia).
Limita amb els municipis de Antignano, Asti, Canale, Cantarana, Celle Enomondo, Cisterna d'Asti, Ferrere, Govone, Priocca, San Martino Alfieri i Tigliole.
Pertanyen al municipi les frazioni de Gorzano, Lavezzole, San Giulio, San Pietro, Martinetta, Ripalda, San Giacomo, San Grato, San Luigi, Serra di Costa, Stizza, Torrazzo, Valdoisa, Valmolina, Vascagliana i Verzeglio.

## Galeria fotogràfica

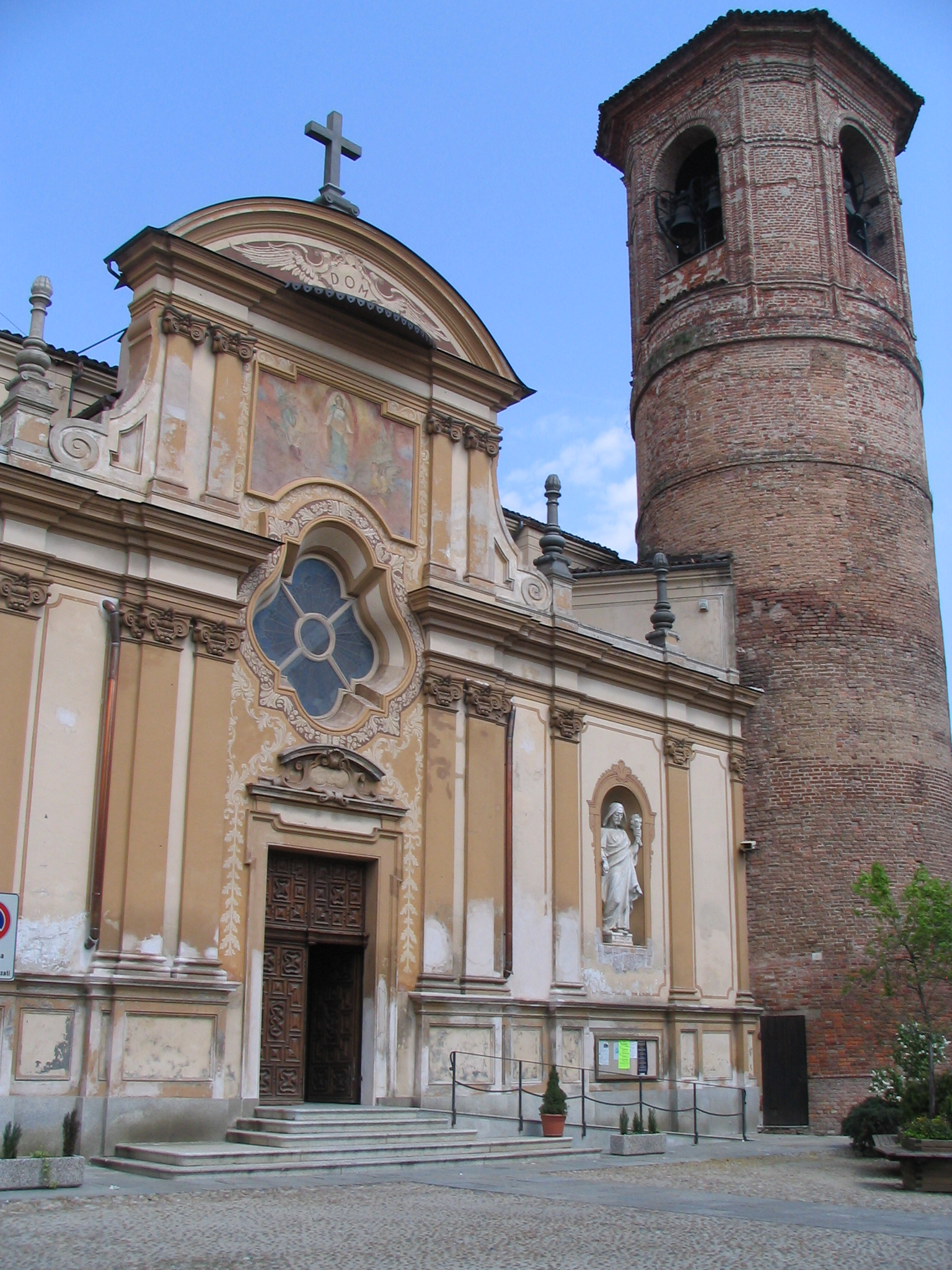
Església de St. Cosme i St. Damià